# Кизеловский муниципальный округ
Кизело́вский муниципальный округ или «Город Ки́зел» — муниципальное образование в составе Пермского края России. Соответствует административно-территориальной единице город краевого значения Кизел.
Административный центр — город Кизел.

## География
На северо-западе примыкает к Александровскому муниципальному округу, на юге — к территории Губахинского муниципального округа, на востоке граничит с землями Горнозаводского городского округа и Свердловской области (город Карпинск). Площадь территории — 1390 км².
Рельеф горно-холмистый, пересечённый. На востоке представлен системой гор и хребтов преимущественно меридионального направления, расчленённой долинами рек. Высшая точка гора — Ослянка (1119 м). Лесистость территории составляет 73 %, запасы 9,3 млн м³, в том числе хвойных пород — 5,6 млн м³.
Территория имеет разветвлённую речную сеть, принадлежащую бассейнам двух рек — Яйвы и Косьвы. К бассейну Яйвы относятся реки Кизел и Коспаш.

### Полезные ископаемые
Сложен отложениями пермского возраста и располагается на восточном склоне Предуральского краевого прогиба.
Территория вытянута в широтном направлении на протяжении около 70 км.
Основное природное богатство территории — залежи каменного угля, которые в настоящее время не разрабатываются. Встречаются месторождения минеральных строительных материалов — это крупное Троицкое месторождение граносиенитов, расположенное в 50 км к востоку от Кизела, на правом берегу р. Косьва. Геологическая ценность месторождения по размеру запасов (164 млн м³) и их качеству (высокая прочность, кислотность на уровне 30 %, красивый сиреневый окрас) уникальна.
На территории имеется небольшое Осамское месторождение (около 3 млн т) железных руд. Всего на территории района 11 проявлений железных руд.
Встречаются кварц жильный (Гора Кварцевая),торф-сырец, есть небольшое месторождение кирпичных глин в посёлке Рудничный (511 тыс. м³), а также месторождение известняка в урочище Белый камень.
Кроме того, имеются проявления широкого набора металлических полезных ископаемых: полиметаллы, свинец, медь, ртуть, золото, серебро. Есть и алмазы, барит, фосфориты, асбест,пьезокварц, охра.

### Лесные ресурсы
Основную и большую часть территории округа занимают горно-таёжные леса Урала. Лесной фонд района занимает площадь 129141 га, в том числе площадь, покрытая лесами, — 122227 га. Лесистость территории составляет 84 %.
Основные лесообразующие породы: ель, берёза, сосна, осина.

### Климат
Климат умеренно континентальный. Среднегодовая температура воздуха около О°C градусов. Лето, при средней температуре июля +17 °C (максимум +34 °C) умеренно теплое, короткое, с частыми обильными дождями, иногда грозового характера. Вегетационный период 150 дней. Зимой морозы превышают −40 °C (минимум −54 °C), почва промерзает на 1,5 м. Больше всего осадков выпадает в июле, августе и октябре, среднегодовое их количество 781 мм. Снежный покров держится 175—185 дней, его высота в конце марта достигает 80 см. Преобладают ветры юго-восточные и южные со скоростью 2,2 м/с.
Для округа характерно уникальное климатическое явление — «Кизеловская Бора». Это штормовой ветер, возникающий на невысоких перевалах горных хребтов при большой разнице температур воздуха на противоположных склонах. «Кизеловская Бора» возникает при сильных холодах за Уралом и одновременно резком ослаблении морозов в Предуралье.
8—9 декабря 1968 года во время боры скорость ветра достигала 32—40 м/с, высота снежных заносов превысила 2 м, в результате вышли из строя линии электропередач, прекратилось автотранспортное и железнодорожное сообщение.

## История
С 1924 до 1931 гг. в составе Уральской области существовал Кизеловский район с центром в рабочем посёлке Кизел, преобразованном  в город в 1926 году. В 1931 году район был упразднён, а Кизел стал городом областного значения. Кизеловскому горсовету были напрямую подчинены населённые пункты бывшего Кизеловского района. В 1931 году численность населения города составила 23 350 жителей, подчинённых 4 сельсоветов — 15 729 жителей, рабочих посёлков Александровский — 8624, Всеволодо-Вильва — 3334, Губаха — 11 909, Ивака — 2253, Луньевка — 6008, Половинка — 3443, Усьва — 3347 жителей, а всего Кизеловского горсовета  — около 78 тыс. жителей.
В 1934 году Кизел с подчинёнными ему населёнными пунктами перешёл в состав Свердловской области, а в 1938 году — в состав новообразованной Пермской (Молотовской) области.
По состоянию на начало 1941 года Кизелу подчинялись 4 сельсовета и 8 рабочих посёлков: Александровский, Ворошиловский, Всеволодо-Вильва, Губаха, Кржижановск, Луньевка, Половинский, Усьва.
В 1941—1942 годах из Кизеловского горсовета был выделен в областное подчинение город Губаха с подчинёнными его горсовету населёнными пунктами и Александровский район (с 1951 года город областного значения Александровск с подчинёнными его горсовету населёнными пунктами).
По состоянию на начало 1947 года Кизелу подчинялись 3 рабочих посёлка: Коспашский,  Шахта и Рудничный.
В 1949 году из Кизеловского горсовета в областное подчинение был выведен новообразованный город Коспаш с его пригородной зоной. Последний в 1956 году был реорганизован в три посёлка городского типа, а его территория была вновь переподчинена Кизеловскому горсовету, что позволило подчинённой Кизелу территории приобрести современные очертания.
В 1963 году территория, подчинённая Кизелу, составляла 1400 км², а население — 124,9 тыс. человек, в том числе сельское 3,5 тыс. и городское 121,9 тыс., из которых в собственно городе — 59,5 тыс. человек; здесь находилось 18 населённых пунктов, в том числе 1 город, 5 рабочих посёлков (Рудничный, Северный-Коспашский, Центральный-Коспашский, Шахта, Южный Коспашский) и 12 сельских населённых пунктов. По состоянию на начало 1965 года Кизеловскому горсовету подчинялись те же 5 посёлков городского типа. По состоянию на начало 1981 года Кизеловскому горсовету напрямую подчинялся посёлок разъезда Расик и 5 поселковых советов: Рудничный (1 рабочий посёлок); Северо-Коспашский (1 рабочий посёлок и 5 сельских населённых пунктов: посёлки Большая Ослянка, Гашковка, Рассольный, Семёновка и отдельный дом Троицк); Центрально-Коспашский (1 рабочий посёлок), Шахтинский (1 рабочий посёлок) и Южно-Коспашский (1 рабочий посёлок и сельский посёлок Кучек). 

## Население
| 2000    | 2002    | 2005    | 2006    | 2007    | 2008    | 2009    | 2010    | 2011    |
| ------- | ------- | ------- | ------- | ------- | ------- | ------- | ------- | ------- |
| 49 235  | ↘35 099 | ↘33 021 | ↘32 200 | ↘31 400 | ↘30 837 | ↘30 296 | ↘25 065 | ↘24 899 |
| 2012    | 2013    | 2014    | 2015    | 2016    | 2017    | 2018    | 2019    | 2020    |
| ↘23 911 | ↘23 153 | ↘22 402 | ↘21 764 | ↘21 189 | ↘20 525 | ↘19 660 | ↘18 765 | ↘18 028 |
| 2021    | 2023    |         |         |         |         |         |         |         |
| ↘17 782 | ↘17 530 |         |         |         |         |         |         |         |

Численность населения района — 30 296 чел. (2009). С 1990 года население сократилось примерно вдвое.

### Урбанизация
Городское население (город Кизел) составляет  87,39 % от всего населения округа.

## Муниципальное устройство
В рамках организации местного самоуправления на территории, подчинённой городу краевого значения, образован Кизеловский муниципальный округ (в 2004—2018 — Кизеловский муниципальный район; в 2018—2024 — Кизеловский городской округ).
С декабря 2004 до апреля 2018 года в состав существовавшего в этот период Кизеловского муниципального района входили 5 муниципальных образований, в том числе 1 городское и 4 сельских поселения:
| № | Наименование                             | Административный центр         | Количество населённых пунктов | Население (чел.) |
| - | ---------------------------------------- | ------------------------------ | ----------------------------- | ---------------- |
| 1 | Кизеловское городское поселение          | город Кизел                    | 2                             | 14 887           |
| 2 | Северно-Коспашское сельское поселение    | посёлок Северный Коспашский    | 2                             | 1231             |
| 3 | Центрально-Коспашское сельское поселение | посёлок Центральный Коспашский | 1                             | 1331             |
| 4 | Шахтинское сельское поселение            | посёлок Шахта                  | 1                             | 878              |
| 5 | Южно-Коспашское сельское поселение       | посёлок Южный Коспашский       | 1                             | 1333             |

В апреле 2018 года муниципальный район был упразднён, а все входившие в его состав поселения были преобразованы путём их объединения в городской округ «Город Кизел» или Кизеловский городской округ. С 1 января 2025 года городской округ был преобразован в муниципальный.

## Населённые пункты
В состав муниципального округа входят 7 населённых пунктов: город Кизел и 6 сельских населённых пунктов.
| № | Населённый пункт       | Тип              | Население | бывшее муниципальное образование         |
| - | ---------------------- | ---------------- | --------- | ---------------------------------------- |
| 1 | Кизел                  | город            | ↘15 319   | Кизеловское городское поселение          |
| 2 | Большая Ослянка        | посёлок          | 0         | Северно-Коспашское сельское поселение    |
| 3 | Расик                  | посёлок разъезда | ↘4        | Кизеловское городское поселение          |
| 4 | Северный Коспашский    | посёлок          | ↘1400     | Северно-Коспашское сельское поселение    |
| 5 | Центральный Коспашский | посёлок          | ↘1331     | Центрально-Коспашское сельское поселение |
| 6 | Шахта                  | посёлок          | ↘878      | Шахтинское сельское поселение            |
| 7 | Южный Коспашский       | посёлок          | ↘1333     | Южно-Коспашское сельское поселение       |

По состоянию на 1 января 1981 года на территории, подчинённой городу Кизелу, находились 13 населённых пунктов, в том числе 1 город, 5 рабочих посёлков (Рудничный, Северный-Коспашский, Центральный-Коспашский, Шахта, Южный Коспашский) и 7 сельских населённых пунктов. В 2009 году рабочие посёлки Северный-Коспашский, Центральный-Коспашский, Южный Коспашский, Шахта были преобразованы в сельские населённые пункты (посёлки).

### Упразднённые населённые пункты
С 1949 до 1957 год три современных посёлка Северный-Коспашский, Центральный-Коспашский, Южный Коспашский составляли единый город Коспаш. В 2004 году рабочий посёлок Рудничный был упразднён путём включения в состав города Кизела.
Ранее были упразднены сельские посёлки Гашковка, Косая Гора, Кучек, Рассольный, Семёновка и отдельный дом Троицк.

## Памятники природы
На территории округа находятся несколько пещер: Безгодовская, Медвежья, Кизеловская (Виашерская), Расикский грот, а также особо охраняемая природная территория — «Ослянский ландшафт».

## Транспорт
Регион в транспортном отношении освоен слабо. Проходит электрифицированная железнодорожная линия «Чусовская—Соликамск» (её протяжённость в пределах территории составляет 22 км) с ответвлениями: «Няр—Южный», «Кизел—Шахта», «Обогатитель—Южный Коспашский», «Обогатитель—Северный Коспашский». Имеются лесовозные узкоколейные железные дороги: разъезд «Расик—Усолка», «Северный Коспашский—Верхняя Косьва». В период с 1995 по 2010 годы все ответвления демонтированы за ненадобностью. Плотность автодорожной сети (км на 100 км²) всего 8,83, в том числе с твердым покрытием — 7,92, из них с усовершенствованными — 1,66.